# Ancourteville-sur-Héricourt
Ancourteville-sur-Héricourt ist eine französische Gemeinde mit 353 Einwohnern (Stand 1. Januar 2022) im Département Seine-Maritime in der Region Normandie (vor 2016 Haute-Normandie). Sie gehört zum Arrondissement Dieppe und zum Kanton Saint-Valery-en-Caux (bis 2015 Kanton Ourville-en-Caux). Die Einwohner werden Ancourtevillais genannt.

## Bevölkerungsentwicklung
| Jahr      | 1962 | 1968 | 1975 | 1982 | 1990 | 1999 | 2007 | 2014 |
| Einwohner | 173  | 163  | 152  | 201  | 227  | 218  | 217  | 312  |

## Sehenswürdigkeiten
- Kirche Sainte-Marie
- Beaunay-Kreuz